# Persona (chuyến lưu diễn)
Persona là concert tour vòng quanh châu Á đầu tiên của ca sĩ Hàn Quốc Taeyeon. Được thông báo vào ngày 7 tháng 4 năm 2017 và bắt đầu vào ngày 12 tháng 5 năm 2017 tại Hội trường Olympic, Seoul, Hàn Quốc.

## Concert

### Seoul(Hàn Quốc)
Ba show đầu tiên của tour diễn được tổ chức vào ngày 12, 13 và 14 tháng 5 năm 2017 tại Hội trường Olympic,

### Đài Bắc(Đài Loan)
Ba đêm diễn được tổ chức vào ngày 19, 20 và 21 tháng 5 năm 2017 tại Xinzhuang Gymnasium,

### Bangkok(Thái Lan)
Concert được tổ chức vào ngày 28 tháng 5 năm 2017 tại Thunder Dome Stadium, Bangkok tổng cộng

### Hồng Kông
Ban đầu chỉ tổ chức một buổi concert được thông báo tổ chức vào ngày 10 tháng 6 năm 2017 tại AsiaWorld–Expo, Hồng Kông. 

## Danh sách bài hát
Danh sách bài hát này là trong buổi concert được tổ chức tại Seoul, Hàn Quốc. Nó không phải là danh sách bài hát trong các buổi biểu diễn khác trong tour diễn.
1. "U R"
2. "Feel So Fine"
3. "I"
4. "Make Me Love You"
5. "Fire"
6. "I Got Love"
7. "I'm Okay"
8. "Eraser"
9. "Sweet Love"
10. "Gemini" / "Lonely Night"
11. "Hee Jae" (Sung Si-kyung cover)
12. "Love in Color"
13. "Rain"
14. "I Blame on You"
15. "Cover Up"
16. "Hands on Me"
17. "Stress"
18. "When I Was Young"
19. "Secret"
20. "11:11" / "Why"
21. "Fine"
22. "Time Lapse"
23. "Curtain Call"